# Povodeň na Moravě (1970)
Povodeň na Kyjovsku a Břeclavsku nastala v úterý 9. června 1970. Šlo o letní přívalovou povodeň na levostranných přítocích řeky Dyje, zejména Trkmanky a Kyjovky, způsobenou mimořádnou lokální průtrží mračen především na Kyjovsku v oblasti Ždánického lesa.
Celkově povodeň zasáhla 20 obcí na Kyjovsku a Břeclavsku. Zemřelo kvůli ní 35 lidí, bylo těžce poškozeno několik silnic a železničních tratí, zatopeno bylo na 400 domů, 100 domů vážně poškozeno a 15 budov zbořeno.

## Příčiny povodně
Předpověď počasí pro ČSSR hlásila na tento den polojasno až oblačno, s místními přeháňkami a bouřkami. V odpoledních hodinách se pak nad jižní Moravou vytvořila tři bouřková jádra spojená s intenzivním deštěm, kdy na Prostějovsku byl úhrn srážek 32,7 mm a na Brněnsku 76,0 mm.
Na Kyjovsku však spadlo vody násobně více, srážkoměrná stanice ČHMÚ ve Ždánicích zaznamenala celkový úhrn 133,6 mm v časovém rozmezí 16:10 až 19:20. Srážky tak výrazně překročily obecnou hranici pro průtrž mračen (70 mm za 3 hodiny). Nejvíce zasažena byla oblast cca 200 až 250 km² severozápadně a západně od Kyjova. O ryze lokálním charakteru bouřek svědčí i to, že ostatní stanice v okolí zaznamenaly o řád nižší srážkové úhrny (Kyjov 39,3 mm, Koryčany 34,3 mm, Klobouky u Brna 23,2 mm a Bučovice 15,2 mm).
Malé a někdy i dočasně vysychající potoky, které se v této oblasti nacházejí, tak během několika minut zmohutněly na násobek obvyklých průtoků.

## Následky povodně
Nejtragičtější následky měla povodeň pod Stavěšicemi. Šardický potok se rozplavil na šířku 150 metrů, přičemž zatopil poddolované území hlubinného lignitového dolu Dukla v Šardicích, v jehož těsné blízkosti tekl. Lokální terénní poklesy se tak ihned naplnily vodou, která vzápětí prorazila až do vnitřku dolu a štoly byly brzy zaplaveny bahnotokem. V dole v té chvíli pracovalo 110 horníků a 34 jich zahynulo. O několik set metrů dál v Šardicích byl zatopen i kostel sv. Michaela archanděla do výšky 50 cm, ačkoli podle nejstarších záznamů nikdy zatopen nebyl. Pod soutokem s Kyjovkou už došlo k rozvolnění záplavové vlny a prakticky nulovým škodám, nicméně právě Kyjovka nepřímo stála za poslední obětí povodně, kdy přímo v Kyjově spadlo tříleté děvčátko (Lenka Šťastná) do zatopeného sklepa.
Velká voda však silně zasáhla obec Lovčice, ležící na mírném svahu jihozápadního okraje Ždánického lesa. Vodní nádrž na potoce Jordánek, stojící na samém začátku obce, totiž nevydržela příval vody z terénu – poté, co se protrhla její hráz, tak byla záplavová vlna ještě znásobena dosavadní zásobou v nádrži. Voda se do obce přihnala tak rychle, že v jednom domě museli lidé dokonce probourat strop, aby unikli stoupající vodě. Často lidé utekli ze svých domovů pouze v tom, co měli na sobě. V obci bylo 128 domů zatopeno, dalších 49 lehce poškozeno, pět domů rozbořeno a sedm úplně zničeno, nicméně nedošlo zde k žádným obětem na životech.
Příval vody z Lovčic se následně hnal údolím Lovčického potoka do říčky Trkmanky. Ta pod soutokem se Soudným potokem nejprve zatopila obec Dražůvky, kde se také protrhla hráz rybníka a kde museli s nasazením životů zachraňovat děti z mateřské školy. Vodní příval také strhal mosty a prakticky zničil tři domy. Rozšiřující se údolí pod obcí Želetice bylo zatopeno do šířky až 300 metrů, ale další obce po proudu již nezaznamenaly skoro žádné škody.
O údolí západněji zatopil potok Zdravá voda část obce Žarošice, kde voda vystoupala až ke schodům kulturního domu, ovšem bez větších zaznamenaných škod. 
Povodně poničily kromě místních mostů i významnější dopravní stavby. Silnice I/54 mezi Žarošicemi a Strážovicemi musela být uzavřena kvůli podemletí části tělesa a dvou mostů, silnice I/51 mezi Krumvířem a Terezínem byla sjízdná jen pro nákladní automobily, železniční trať Čejč–Ždánice kopírující tok Trkmanky byla v úseku cca 300 metrů zcela zdemolována. U Bohuslavic bylo poškozeno těleso železniční trati Brno–Kyjov–Trenčianska Teplá, kde byla vyloučena jedna kolej přilehlá k řece Kyjovce. U Velkých Pavlovic bylo částečně poškozeno zemní těleso budované dálnice D2 z Brna do Bratislavy. 
Zátopa, eroze, bahnotoky a nánosy navíc znehodnotily porost na 9000 ha polností.

## Důsledky povodně
V době vrcholící politické normalizace informovaly stranické a státní orgány o katastrofálních následcích této povodně téměř výhradně v souvislosti s lidskou tragédií v dole Dukla. Na místo katastrofy byl vyslán ministr práce a sociálních věcí ČSR Emilian Hamerník. Celostátní deník Rudé právo, vydávaný ÚV KSČ, informoval o živelní katastrofě rozsáhlým článkem na úvodní straně listu ve čtvrtek 11. června 1970, věnoval se zejména záchranným pracím v šardickém dole Dukla a informace o ostatních škodách byly výrazně stručnější. Jihomoravský krajský deník Rovnost, vydávaný tamním KV KSČ, přinesl zprávu dokonce až v pátek 12. června 1970: „O výjimečném rozsahu úterní průtrže mračen svědčí skutečnost, že během dvou hodin spadlo v poměrně malém okruhu 195 mm vody. Pro srovnání je to přibližně jedna třetina obvyklých srážek v této oblasti za celý rok.“ Rudé právo pak denně psalo na titulní straně o snahách zachránit horníky, pokračovalo zveřejněním komuniké vlády ČSR „Skláníme se před památkou padlých hrdinů práce“ ve středu 17. června 1970, soustrastnými projevy o den později a skončilo informací o smuteční tryzně za zemřelé horníky, konané v Dubňanech v pondělí 22. června 1970 i přesto, že většina zahynuvších se stále nacházela uvnitř dosud částečně zatopeného dolu. V těch dnech byl Jihomoravský kraj postižen novými průtržemi mračen, které však zanechaly už jen materiální škody.
Nulovou publicitu měly rozhořčené hlasy horníků a pozůstalých, poukazující mj. na nízkou bezpečnost důlního díla, jehož zřizovatel zanedbal sanaci terénních poklesů a umožnil tak hromadění povrchové vody přímo nad dolem.
Povodeň byla jedním z důvodů k vybudování nádrže Zápověď, umístěné několik set metrů od dolu Dukla proti proudu Šardického potoka[zdroj?].
Spekuluje se[kdo?], že špatná informovanost o živelních pohromách mohla být příčinou velkého překvapení veřejnosti i záchranných složek z velkých povodní v roce 1997 a 2002.